# فرودگاه محلی گولدن تریینگل
فرودگاه محلی گولدن تریینگل (به انگلیسی: Golden Triangle Regional Airport) یک فرودگاه همگانی با کد یاتا GTR است که یک باند فرود آسفالت دارد و طول باند آن ۲۴۴۰ متر است. این فرودگاه در کشور ایالات متحده آمریکا قرار دارد و در ارتفاع ۸۰٫۵ متری از سطح دریا واقع شده‌است.